# Cryptophlebia
Cryptophlebia es un género de polillas tortrícidas, categorizado en la tribu Grapholitini, de la subfamilia Olethreutinae. Fue descrito por Thomas de Grey, 6th Baron Walsingham en 1900.

## Especies
- Cryptophlebia amamiana Komai & Nasu, 2003
- Cryptophlebia amblyopa Clarke, 1976
- Cryptophlebia amethystina (Diakonoff, 1953)
- Cryptophlebia aniacra Diakonoff, 1983
- Cryptophlebia aphos Diakonoff, 1983
- Cryptophlebia atrilinea Clarke, 1976
- Cryptophlebia azuaya Razowski, 1999
- Cryptophlebia caeca Diakonoff, 1969
- Cryptophlebia callosoma Clarke, 1976
- Cryptophlebia carpophagoides Clarke, 1951
- Cryptophlebia carreella Guillermet, 2013
- Cryptophlebia cartarica Diakonoff, 1984
- Cryptophlebia colasi Guillermet, 2006
- Cryptophlebia cortesi Clarke, 1987
- Cryptophlebia destrumeli Guillermet, 2006
- Cryptophlebia distorta (Hampson, 1905)
- Cryptophlebia farraginea (Meyrick, 1931)
- Cryptophlebia gaetani Guillermet, 2006
- Cryptophlebia gomyi Guillermet, 2004
- Cryptophlebia hemon Diakonoff, 1983
- Cryptophlebia heterospina Razowski, 2013
- Cryptophlebia horii Kawabe, 1987
- Cryptophlebia illepida (Butler, 1882)
- Cryptophlebia iridoschema Bradley, 1962
- Cryptophlebia iridosoma (Meyrick, 1911)
- Cryptophlebia isomalla (Meyrick, 1927)
- Cryptophlebia lasiandra (Meyrick, 1909)
- Cryptophlebia melanopoda Diakonoff, in Wittmer & Bttiker, 1983
- Cryptophlebia micrometra Diakonoff, 1976
- Cryptophlebia moriutii Kawabe, 1989
- Cryptophlebia nota Kawabe, 1978
- Cryptophlebia notopeta Diakonoff, 1988
- Cryptophlebia ombrodelta (Lower, 1898)
- Cryptophlebia omphala Razowski, 2013
- Cryptophlebia pallifimbriana Bradley, 1953
- Cryptophlebia palustris Komai & Nasu, 2003
- Cryptophlebia peltastica (Meyrick, 1921)
- Cryptophlebia perfracta Diakonoff, 1957
- Cryptophlebia phaeacma (Meyrick, 1931)
- Cryptophlebia repletana (Walker, 1863)
- Cryptophlebia rhizophorae Vri, 1981
- Cryptophlebia rhynchias (Meyrick, 1905)
- Cryptophlebia saileri Clarke, 1987
- Cryptophlebia scioessa (Turner, 1946)
- Cryptophlebia semilunana (Saalmuller, 1880)
- Cryptophlebia sigerui Kawabe, 1995
- Cryptophlebia strepsibathra (Meyrick, 1928)
- Cryptophlebia sumatrana Diakonoff, 1957
- Cryptophlebia toxogramma (Meyrick, 1925)
- Cryptophlebia toxotis (Diakonoff, 1953)
- Cryptophlebia vitiensis Bradley, 1953
- Cryptophlebia williamsi Bradley, 1953
- Cryptophlebia yasudai Kawabe, 1972